# Marco Solorza
Marcos Andrés Solorza Parada (Cinco Saltos, 26 juni 1987) is een Argentijns motorcoureur.

## Carrière
Solorza werd in 2005 kampioen in het Argentijns kampioenschap Supersport. In 2012 kwam hij uit in de Stock Extreme-klasse van het Spaans kampioenschap wegrace op een Kawasaki. Twee zevende plaatsen op het Circuito de Navarra en het Circuito de Albacete waren zijn beste resultaten. Mede hierdoor werd hij met 42 punten tiende in de eindstand. Dat jaar debuteerde hij ook in de FIM Superstock 1000 Cup op een Kawasaki als wildcardcoureur tijdens de race op het Autódromo Internacional do Algarve, waarin hij zestiende werd. In 2013 keerde hij terug naar de Stock Extreme-klasse van het Spaans kampioenschap. Dat jaar waren twee achtste plaatsen op Albacete zijn beste resultaten en werd hij met 42 punten opnieuw tiende in het eindklassement.
In 2014 keerde Solorza terug naar Zuid-Amerika om deel te nemen aan het Braziliaans kampioenschap wegrace op een Kawasaki. Hij eindigde twee jaar op een rij op de elfde plaats in de eindstand en behaalde in beide jaren een podiumplaats: in 2014 op het Autódromo Internacional de Curitiba en in 2015 op het Autódromo Internacional de Santa Cruz do Sul. Daarnaast kwam hij in 2015 ook uit in het Europees kampioenschap superbike op een Kawasaki. Een zesde plaats op Navarra was zijn beste raceuitslag en hij werd met 32 punten twaalfde in het klassement.
In 2016 keerde Solorza terug naar het Spaans kampioenschap wegrace, waarin hij ditmaal op een Kawasaki in de Superstock 1000-klasse uitkwam. Een zevende plaats in de seizoensopener op Albacete was zijn beste resultaat en hij werd met 9 punten zeventiende in de eindstand. In 2017 stapte hij over naar een BMW en behaalde hij enkel twee punten met een veertiende plaats op Navarra. Hierdoor eindigde hij op plaats 25 in het kampioenschap.
In 2018 werd Solorza kampioen in het Argentijns kampioenschap superbike. Aan het eind van dat jaar keerde hij terug in de Superstock 1000-klasse van het Spaans kampioenschap wegrace, waarin hij op een BMW in het laatste raceweekend op het Circuito Permanente de Jerez reed. Hij eindigde de races als zesde en dertiende. In 2019 werd de Superstock 1000 vervangen door het Spaans kampioenschap superbike, waarin Solorza als fulltime coureur op een BMW reed. Hij behaalde zijn beste resultaat met een achtste plaats op het Motorland Aragón en werd met 23 punten dertiende in het kampioenschap. Dat jaar deed hij ook mee aan het nieuwe Latijns-Amerikaans kampioenschap superbike.
In 2021 debuteerde Solorza in een internationaal wereldkampioenschap, het wereldkampioenschap superbike. Hij kwam hierin uit op een Kawasaki als eenmalige vervanger van de geblesseerde Loris Cresson tijdens zijn thuisrace op San Juan. Hij eindigde de races op de plaatsen 18, 21 en 20.